# Ergótimo
Ergótimo (em grego: Έργότιμος; romaniz.: Ergótimos) foi um ceramista grego que trabalhou no final do século VI a.C.. Seus trabalhos incluem a mais antiga cratera da Ática, conhecida como o Vaso François (década de 570 a.C.), que foi criada em colaboração com o pintor Clítias. 

## ver também
- Arte grega
- Registro de pintura negra em cerâmica grega
- Cerâmica grega
- História da pintura

1. ↑  Bunse 1974, p. 138.